# Coppa del Mondo di pallacanestro 3x3 2018
La Coppa del Mondo di pallacanestro 3x3 2018 (ufficialmente, in inglese, 2018 FIBA 3x3 World Cup) è stata la quinta edizione della competizione internazionale co-organizzata dalla FIBA. È stata ospitata dalle Filippine; si è tenuta dall'8 al 12 giugno 2018 nella Philippine Arena di Bocaue.
Ai Mondiali partecipavano un totale di 40 selezioni nazionali, divise tra torneo maschile e femminile. I vincitori sono stati la Nazionale della Serbia tra gli uomini e dell'Italia tra le donne.

## Medagliere
| Categoria              | Oro                  | Argento           | Bronzo          |
| Uomini                 | Serbia               | Paesi Bassi       | Slovenia        |
| Donne                  | Italia               | Russia            | Francia         |
|                        |                      |                   |                 |
| Abilità (femminile)    | Alexandra Theodorean | Marie-Ève Paget   | Zalina Kurasova |
| Schiacciate (maschile) | Dmytro Krivenko      | Guy Dupuy         | David Carlos    |
| Shoot-out (misto)      | Janine Pontejos      | Alexandra Stolyar | Marin Hrvoje    |

## Partecipanti

### Uomini
| Pool A - Serbia - Paesi Bassi - Romania - Nuova Zelanda - Kirghizistan | Pool B - Slovenia - Polonia - Estonia - Giappone - Indonesia | Pool C - Russia - Brasile - Mongolia - Canada - Filippine | Pool D - Lettonia - Ucraina - Croazia - Giordania - Nigeria |

### Donne
| Pool A - Rep. Ceca - Italia - Indonesia - Malaysia - Turkmenistan | Pool B - Cina - Francia - Kazakistan - Svizzera - Argentina | Pool C - Andorra - Russia - Iran - Stati Uniti - Uganda | Pool D - Ungheria - Paesi Bassi - Germania - Spagna - Filippine |